# Port Vincent, South Australia
Port Vincent är en ort i Australien. Den ligger i kommunen Yorke Peninsula och delstaten South Australia, omkring 70 kilometer väster om delstatshuvudstaden Adelaide. Antalet invånare är 472.
Trakten är glest befolkad. Närmaste större samhälle är Stansbury, omkring 16 kilometer söder om Port Vincent. 
Genomsnittlig årsnederbörd är 583 millimeter. Den regnigaste månaden är juni, med i genomsnitt 111 mm nederbörd, och den torraste är januari, med 12 mm nederbörd.